# فيليب هيلدبراند
فيليب هيلدبراند هو اقتصادي سويسري، ولد في 19 يوليو 1963 في برن في سويسرا.

## وصلات خارجية
- فيليب هيلدبراند على موقع مونزينجر (الألمانية)